# 37349 Lynnaequick
37349 Lynnaequick è un asteroide della fascia principale. Scoperto nel 2001, presenta un'orbita caratterizzata da un semiasse maggiore pari a 2,6323065 au e da un'eccentricità di 0,1398151, inclinata di 12,80834° rispetto all'eclittica.